# Еремеев, Борис Романович
Борис Романович Еремеев (23 декабря 1903 года, с. Михалково, Балтский уезд, Подольская губерния — 21 марта 1995 года, Киев) — советский военный деятель, гвардии генерал-майор танковых войск (1945). Герой Советского Союза (1945).

## Биография
Борис Романович Еремеев родился 23 декабря 1903 года в крестьянской семье. Украинец. Окончил сельскую школу в 1916 году, школу 1-й ступени в 1920 году, Уманскую профтехшколу в 1924 году. Работал в сельском хозяйстве.

## Военная служба

### Довоенный период
В ноябре 1925 года был призван в ряды Красной армии Уманским районным военкоматом.
Служил стрелком в 68-м Ахтырском стрелковом полку, в марте 1926 года стал командиром отделения, в октябре того же года был направлен на учёбу. Окончил Школу червонных старшин имени ВЦИК в Харькове в 1928 году. После её окончания несколько лет служил в 96-й стрелковой дивизии Украинского военного округа: с сентября 1928 — командир взвода 288-го стрелкового полка, с марта 1931 — заведующий библиотекой полка, с апреля 1931 года — командир роты 288-го стрелкового полка. В 1932 году окончил бронетанковые курсы усовершенствования командного состава, но продолжал командовать ротой в том же полку. Член ВКП(б) с 1928 года. В июне 1934 года направлен на учёбу в академию.
В 1937 году окончил Военную академию РККА имени М. В. Фрунзе. С октября 1937 — начальник 2-й части штаба 13-й механизированной бригады, с сентября 1938 — начальник курсов младших лейтенантов при штабе этой бригады. С марта 1940 — командир учебного танкового батальона 37-й легкотанковой бригады. С июля 1940 года — начальник штаба 33-го танкового полка 17-й танковой дивизии Забайкальского военного округа.

### Великая Отечественная война
В этой должности встретил начало Великой Отечественной войны. Дивизия в это время перебрасывалась на Украину, была срочно перенацелена на Западный фронт, где приняла активное участие в Лепельском контрударе и в Смоленском оборонительном сражении. Воевать майору Еремеву пришлось буквально несколько дней — в бою 18 июля 1941 года он был тяжело ранен и госпитализирован. Девять месяцев провёл в госпиталях.
В апреле 1942 года назначен старшим преподавателем тактики Котласского военного аэросанного училища. В июне 1942 года назначен начальником оперативного отдела штаба 18-го танкового корпуса, который в то время завершал формирование в Сталинградском военном округе. В июле 1942 года прибыл с корпусом на Воронежский фронт, где участвовал в Воронежско-Ворошиловградской оборонительной операции, вскоре назначен временно исполнять должность начальника штаба корпуса 18-то танкового корпуса. В ноябре 1942 года прибыл с корпусом на Юго-Западный фронт и принял участие в наступательном этапе Сталинградской битвы.
С марта 1943 года — командир 170-й танковой бригады на Юго-Западном фронте, участвовал в наступательных и оборонительных боях под Харьковом. Там был ранен вторично, на этот раз ранение оказалось легким. С мая 1943 года — начальник штаба 30-го Уральского добровольческого танкового корпуса, с которым после завершения его формирования вступил в бой в конце июля в ходе Орловской наступательной операции.
С сентября 1943 года командовал 244-й Челябинской танковой бригадой (в октябре 1943 года за боевые отличия и массовый героизм личного состава преобразована в 63-ю гвардейскую танковую бригаду). В составе 30-го Уральского добровольческого танкового корпуса (с октября 1943 года — 10-й гвардейский Уральский добровольческий танковый корпус). Во главе этой бригады сражался на Западном и Брянском фронтах.
С апреля 1944 года и до Победы — командир 11-й отдельной гвардейской тяжёлой танковой бригады на 1-м Белорусском фронте. Бригада под его командованием участвовала в Белорусской стратегической (Люблин-Брестская фронтовая), Висло-Одерской, Восточно-Померанской и Берлинской наступательных операциях. За отличия в этих операциях бригада под командованием гвардии полковника Б. Еремеева получила почётное наименование «Берлинская» (июнь 1945) и награждена орденами Красного Знамени, Суворова II степени, Кутузова II степени, Богдана Хмельницкого II степени. 14-ти воинам бригады присвоено звание Героя Советского Союза.
Гвардии полковник Б. Р. Еремеев особенно отличился в Берлинской наступательной операции. За период наступательных боёв с 16 по 26 апреля 1945 года бригада под его командованием осуществила прорыв обороны противника западнее реки Одер, овладела 30 населёнными пунктами, нанесла врагу большой урон и вышла к центру Берлина.
Указом Президиума Верховного Совета СССР от 31 мая 1945 года за образцовое командование танковой бригадой и проявленные при этом личное мужество и героизм гвардии полковнику Борису Романовичу Еремееву присвоено звание Героя Советского Союза с вручением ордена Ленина и медали «Золотая Звезда» (№ 6715).

### Послевоенная карьера
С августа 1945 года исполнял должность командующего бронетанковыми и механизированными войсками 47-й армии. С ноября 1945 — заместитель командира 19-й гвардейской механизированной дивизии, с июня 1946 по март 1947 — командир 1-й гвардейской танковой дивизии в 5-й ударной армии (Группа советских войск в Германии).
В 1948 году окончил Высшие академические курсы при Высшей военной академии имени К. Е. Ворошилова. С марта 1948 года — командир 8-й гвардейской танковой дивизии 5-й гвардейской танковой армии. С сентября 1950 — начальник штаба 7-й механизированной армии. С января 1952 — помощник командующего Отдельной механизированной армией (армия была размещена на территории Румынии), с июля 1954 — помощник командующего — начальник отдела боевой подготовки штаба этой армии.
С февраля 1956 года — первый заместитель начальника Управления боевой подготовки штаба Киевского военного округа. В октябре 1957 года уволен в запас по болезни.
Жил в Киеве, где и умер 21 марта 1995 года. Похоронен на городском кладбище «Берковцы».

## Воинские звания
- старший лейтенант (30.12.1935)
- капитан (17.09.1937)
- майор (1939)
- полковник (22.02.1943)
- генерал-майор танковых войск (11.07.1945)

## Награды
- Медаль «Золотая Звезда» Героя Советского Союза (31.05.1945);
- два ордена Ленина (31.05.1945);
- четыре ордена Красного Знамени (8.08.1944, 27.04.1945);
- орден Суворова 2-й степени (31.03.1943);
- орден Отечественной войны 1-й степени (11.03.1985);
- орден Красной Звезды (3.11.1944);
- медали;
- иностранный орден.